# Partido Proteccionista (Suecia)

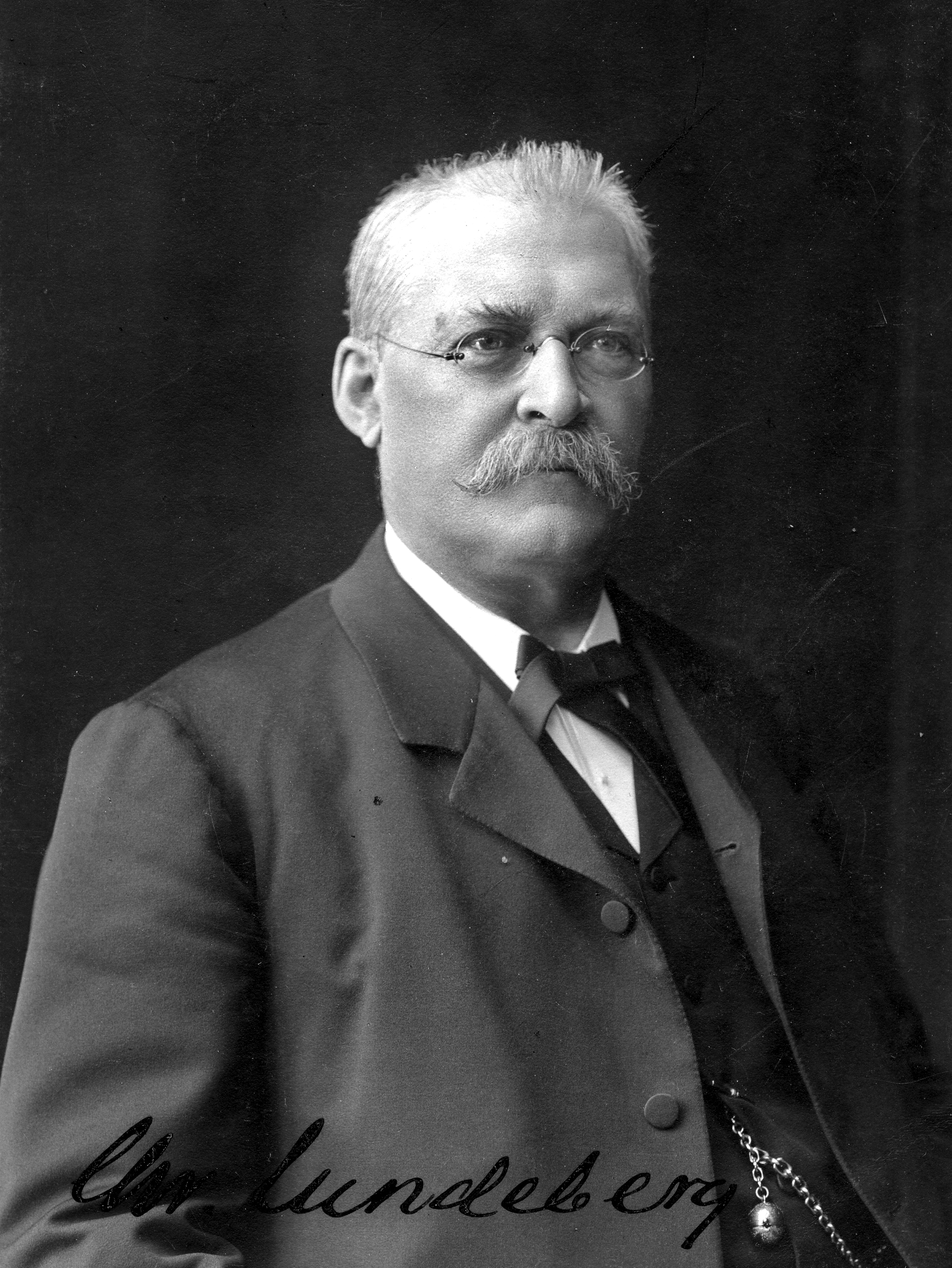
Christian Lundeberg, presidente de 1900 a 1908 y primer ministro de agosto a noviembre de 1905

El Partido Proteccionista de la Primera Cámara (en sueco: Första Kammarens Protektionistiska Parti o simplemente Protektionistiska Partiet: Partido Proteccionista) fue un partido político en la Primera Cámara del Riksdag durante el período 1888-1911. El partido tenía la sintonía arancelaria como su mensaje unificador, y debido a que unió a una gran mayoría de miembros de la Primera Cámara, también se le llamó Partido Mayoritario Proteccionista (Protektionistiska Majoritetspartiet), Gran Partido (Stora Partiet) o simplemente Partido Mayoritario de la Primera Cámara (Första Kammarens Majoritetsparti). En 1910 el partido cambió su nombre por el de Partido Moderado Unido (Det förenade högerpartiet), y en 1912 se incluyó en el Partido Nacional de Primera Cámara (Första Kammarens Nationella Parti), que en 1935 a su vez se incluyó en el Partido Moderado .
Después de una reunión el 15 de enero de 1910, el presidente del partido, Ernst Trygger, resumió las ideas del partido:

Vårt parti vill karaktärisera sig själft som en modern höger, med öppen blick för tidens kraf, orädd att taga till knifven för att skära bort hvad i samhället är murket, men med vördnadsfull ömhet bevarande de oskattbara värden, som vi ega i vårt fosterland, vår andliga och vår materiella kultur.
Nuestro partido quiere caracterizarse como una derecha moderna, con los ojos abiertos a las fuerzas de los tiempos, sin miedo a tomar el cuchillo para cortar lo que está oscuro en la sociedad, pero con ternura reverente preservando los valores invaluables que tenemos en nuestra patria, nuestra cultura espiritual y material.

## Presidencia del partido
Presidente del consejo de confianza del partido.
- Patric Reutersward 1888–1899
- Christian Lundeberg 1900-1908 (excepto durante el segundo Riksdag de 1905)
- Ernst Trygger 1909-1911

## Miembros del consejo de confianza del partido (lista no completa)
La Junta de Fideicomisarios también fue llamaba el Consejo de los Diez:
- Patric Reutersward 1888–1899
- Christian Lundeberg 1888–1890 y 1892–1908
- Robert Almström 1894–1896, 1900 y 1906–1907
- Lars Berg 1894–1899
- Gustaf Fredrik Östberg 1900–1911
- Lars Åkerhielm «el joven» 1902-1911
- Fredrik Pettersson 1903-1907
- Gottfrid Billing 1906 y 1908–1911
- Ernst Trygger 1908–1911
- Joachim Beck-Friis 1910–1911
- Theodor Odelberg en 1911